# Luis Fernando Fallas
Luis Fernando Fallas Arias (San José, 24 de julio de 1974) es un exfutbolista y entrenador costarricense. Actualmente dirige a Fútbol Consultants Desamparados de la Segunda división de Costa Rica.

## Como entrenador

### Puntarenas FC
Su debut como entrenador lo hizo el 31 de julio de 2011 al mando del Puntarenas FC en un partido que igualó 1-1 ante el Club Sport Herediano por la jornada 1 del Torneo Invierno 2011.
En su primera experiencia como entrenador del PFC dirigió un total de 24 partidos, de los cuales ganó 7, empató 8 y perdió 9.

### Limón FC
Posteriormente pasa a dirigir a Limón FC para el Invierno 2012. Con la Tromba debutó el 27 de julio de 2012 con un empate 1-1 de visita ante la Asociación Deportiva Carmelita en la jornada 1 de ese torneo.
Con los caribeños dirigió un total de 46 encuentros, donde logró conseguir 13 victorias, 16 empates y 17 derrotas.
Dejó su cargo el 21 de mayo de 2013 después de haber dirigido dos torneos cortos consecutivos a Limón y haberlo llevado a semifinales del torneo de Invierno 2012 donde finalmente fue eliminado por Alajuelense.

### Pérez Zeledón
Para el 2013, Fallas pasa a dirigir al Municipal de Pérez Zeledón y debuta el 7 de julio de ese año con una victoria (3-2) en la ida de octavos de final del torneo de Copa ante AS Puma Generaleña, sin embargo en la vuelta cayó 4-0 y fue eliminado del certamen copero.
Luego en el campeonato de Invierno 2013 dirige su primer partido el 11 de agosto de ese año y sufre una derrota de 4-2 en condición de visita ante el Deportivo Saprissa en el Estadio Ricardo Saprissa Aymá.
Con el Pérez Zeledón solo dirigió 23 partidos, donde solo ganó 6, empató 5 y cayó en 12 oportunidades. Fue cesado el 26 de noviembre por dejar al equipo en el octavo lugar y ser el equipo más goleado de ese torneo con 43 goles en contra y solo 31 a favor.

### Selecciones Nacionales Juveniles de Costa Rica
Posteriormente pasa a dirigir a Municipal de Pérez Zeledón el profesor Luis Fernando llega la Federación Costarricense de Fútbol donde dirigió a la selección Sub-17, Sub-21 y Sub-23 de Costa Rica. 
Esto en el periodo de 1 de enero del 2014 al 22 de octubre del 2015. Donde disputó el torneo juvenil de Torneo Maurice Revello antes llamado Esperanzas de Toulon. Dirigió la sub-23 de Costa Rica en 6 partidos. Ganó un encuentro, empató otro y perdió 4.

### Puntarenas FC
El 3 de febrero de 2016, Fallas vuelve a dirigir un club y lo hace nuevamente con el Puntarenas FC, esta vez en la Liga de Ascenso, en lugar de Walter Centeno.

### Managua Fútbol Club
El 7 de septiembre de 2016, Luis Fernando tomará las riendas del club Torneo Apertura 2016 de la Primera División de Nicaragua. Terminó su ligamen con el club el 17 de noviembre de 2016.

### Guadalupe Fútbol Club
Fallas dirigió al Guadalupe Fútbol Club de 1 de julio al 4 de septiembre de 2017, Luis Fernando tomará las riendas del club para el Campeonato Apertura 2017.

### Asociación Deportiva Guanacasteca
Es contratado por el Guanacasteca para el inicio Torneo Apertura 2019 de Segunda División de Costa Rica. Solo logra dirigir las primeras once fechas y deja su puesto el 26 de septiembre del 2019.

### Limón FC
Posteriormente pasa a dirigir a Limón FC para el clausura 2020. Con la Tromba debutó el 27 de julio de 2012 con una victoria 3-0 de local ante la Asociación Deportiva Santos de Guapiles en la jornada 11 de ese torneo.

### Municipal Garabito
Es contratado por el Municipal Garabito para el inicio Torneo Apertura 2021 de Segunda División de Costa Rica. Solo logra dirigir las primeras cuatro fechas y deja su puesto el 21 de agosto del 2021. Es nuevamente contratado como DT de Guanacasteca en la Primera División de Costa Rica.

## Estadísticas

### Como entrenador
Actualizado al último partido dirigido el 24 de noviembre de 2024.
| Club                              | Div   | Año        | PJ  | PG | PE | PP | GF  | GC  | Rendimiento |
| --------------------------------- | ----- | ---------- | --- | -- | -- | -- | --- | --- | ----------- |
| Puntarenas FC                     | 1°    | 2011- 2012 | 24  | 7  | 8  | 9  | 28  | 41  | 40.28%      |
| Limón Fútbol Club                 | 1°    | 2012- 2013 | 46  | 13 | 16 | 17 | 50  | 62  | 39.85%      |
| Municipal Pérez Zeledón           | 1°    | 2013       | 23  | 6  | 5  | 12 | 33  | 49  | 33.34%      |
| Puntarenas FC                     | 2°    | 2016       | 14  | 1  | 5  | 8  | 19  | 24  | 26.19%      |
| Managua Fútbol Club               | 1°    | 2016       | 10  | 2  | 2  | 6  | 14  | 17  | 26.67%      |
| Guadalupe Fútbol Club             | 1°    | 2017       | 7   | 1  | 2  | 4  | 6   | 13  | 23.81%      |
| Asociación Deportiva Guanacasteca | 2°    | 2019       | 10  | 1  | 2  | 7  | 12  | 17  | 16.67%      |
| Limón Fútbol Club                 | 1°    | 2021       | 27  | 9  | 8  | 10 | 26  | 36  | 43.21%      |
| Municipal Garabito                | 2°    | 2021       | 3   | 1  | 0  | 2  | 3   | 4   | 33.33%      |
| Asociación Deportiva Guanacasteca | 1°    | 2021-2022  | 30  | 10 | 8  | 12 | 33  | 50  | 42.22%      |
| Santos de Guápiles                | 1°    | 2022       | 17  | 5  | 4  | 7  | 24  | 27  | 37.25%      |
| Fútbol Consultants Desamparados   | 2°    | 2024       | 5   | 1  | 2  | 2  | 7   | 7   | 36.67%      |
| Municipal Pérez Zeledón           | 1°    | 2024       | 13  | 2  | 5  | 8  | 8   | 18  | 28.2%       |
| Puntarenas FC                     | 1°    | 2024       | 19  | 6  | 4  | 9  | 21  | 27  | 38.6%       |
| Total                             | Total | Total      | 223 | 58 | 64 | 99 | 221 | 299 | 35.62%      |

#### Selecciones
| Selección        | Año       | PJ | PG | PE | PP | GF | GC | Rendimiento |
| ---------------- | --------- | -- | -- | -- | -- | -- | -- | ----------- |
| Selección Sub-23 | 2014-2015 | 6  | 1  | 1  | 4  | 5  | 13 | 22.23%      |
| Total            | Total     | 6  | 1  | 1  | 4  | 5  | 13 | 22.23%      |

### Como segundo entrenador
| Club                   | País       | Año       |
| ---------------------- | ---------- | --------- |
| C. S. Cartaginés       | Costa Rica | 2018      |
| C. S. Herediano        | Costa Rica | 2018      |
| ADR Jicaral            | Costa Rica | 2020      |
| Pérez Zeledón          | Costa Rica | 2021      |
| C. S. Cartaginés       | Costa Rica | 2022-2023 |
| Selección de Nicaragua | Nicaragua  | 2024      |